# Taïeb Mehiri
Taïeb Mehiri ou Taïeb Mhiri (arabe : الطيب المهيري), né le 25 juillet 1924 à Tunis et mort le 29 juin 1965, est un homme politique tunisien.

## Biographie
Issu d'une famille de la bourgeoisie tunisoise rattachée au Destour, il étudie tout d'abord au Collège Sadiki. Ayant perdu son père très jeune, il est pris en charge par son grand-père, son aïeul arrivé du Yémen au XVIIIe siècle est un négociant en huile qui s'est installé à Djerba. Connu en tant que joueur dans l'équipe de football de l'Espérance sportive de Tunis, il habite dans le quartier de Bab Souika, à Bab Laqwas.
Juriste formé à Paris, devenu avocat, il est élu en 1951 comme secrétaire général de la fédération du Néo-Destour à Tunis. Après avoir été détenu de mai à décembre 1952, d'abord à Zaarour puis à Tataouine, il est placé à la direction du bureau administratif et des finances du Néo-Detour avant de devenir, le 19 novembre 1955, directeur du parti.
Élu le 25 mars 1956 comme membre de l'assemblée constituante, représentant la circonscription de Nabeul-Soliman, il est alors nommé ministre de l'Intérieur, le premier de la Tunisie indépendante, poste qu'il conserve jusqu'à sa mort en 1965.
Il est inhumé au carré des martyrs du cimetière du Djellaz à Tunis.

## Notoriété
Le nom de Taïeb Mehiri a été donné notamment aux édifices et entités suivantes :
- Stade Taïeb-Mehiri à Sfax ;
- Imada (secteur) Taïeb Mhiri dans la délégation de La Goulette dans le gouvernorat de Tunis.